# Sebastian Francis
Sebastian Francis (nascut l'11 de novembre de 1951) és un prelat de Malàisia de l'Església catòlica. És bisbe de Penang des de 2011. El papa Francesc el va elevar al rang de cardenal el 30 de setembre de 2023. És el segon cardenal de Malàisia després d'Anthony Soter Fernandez.

## Biografia
Sebastian Francis va néixer l'11 de novembre de 1951 a Johor Bahru, que llavors formava part de la Federació de Malàisia. Els seus avis havien emigrat a Malàisia a la dècada de 1890 des d'Ollur al districte de Thrissur, Kerala, Índia.

### Sacerdoci
Francesc va ingressar al Seminari Menor Sant Francesc Xavier a Singapur el 1967 i es va matricular al Col·legi General , un seminari major de Penang, tres anys més tard, on va estudiar teologia. Als 26 anys, va ser ordenat sacerdot per a la diòcesi de Melaka-Johor el 28 de juliol de 1977.
Va ser vicari parroquial de Sant Francesc Xavier a Malacca de 1977 a 1981 i després breument vicari parroquial de la Immaculada Concepció a Johor Bahru. Després es va traslladar a Roma i es va llicenciar en teologia dogmàtica per la Universitat Pontifícia de Sant Tomàs d'Aquino el 1983. Va ser vicari parroquial de Sant Francesc Xavier a Malacca el 1984; professor de teologia dogmàtica i director espiritual del seminari major de Penang, capellà d'estudiants universitaris de Penang, administrador de l'Església de la Immaculada Concepció a Paulau Ticus-Penang i coordinador pastoral de 1985 a 1988; vicari general de Malacca-Johor del 1988 al 20012001; pastor de la Catedral de Malacca de 1988 a 2004; administrador diocesà de Malacca-Johor el 2002-2003; rector de St. Louis a Kluang del 2004 al 2007; rector de la Immaculada Concepció del 2007 al 2011; i rector de Crist Rei a Kulai el 2011-2012. Va ser vicari general de Malacca-Johor del 2003 al 2012. Va interrompre la seva tasca pastoral per estudiar a la Maryknoll School of Theology de Nova York on va obtenir una llicenciatura en estudis de justícia i pau el 1991.

### Bisbe de Penang
El 7 de juliol de 2012, Benet XVI va nomenar Francesc cinquè bisbe de la diòcesi de Penang. Va rebre la seva consagració episcopal el 20 d'agost de 2012 a l'església de Santa Anna a Bukit Mertajam de l'arquebisbe Murphy Nicholas Xavier Pakiam, amb els bisbes Antony Selvanayagam i Paul Tan Chee Ing servint com a co-consagradors. La seva consagració va ser presenciada per 10.000 catòlics i va assistir el llavors ministre en cap de Penang, Lim Guan Eng.
El 9 de juliol de 2023, el papa Francesc va anunciar que tenia previst fer de Sebastian cardenal en un consistori previst per al 30 de setembre. En aquell consistori, el papa Francesc el va nomenar cardenal prevere, assignant-li el títol de Santa Maria Causa Nostrae Laetitiae.
És el president de l'Oficina de Comunicació Social (OSC) de la Federació de Conferències Episcopals d'Àsia (FABC) des de 2023. Anteriorment va ser president de la Conferència Episcopal Catòlica de Malàisia, Singapur i Brunei des de 2016 fins a 2023.

## Honors
Comandant de l'Orde del Defensor de l'Estat (DGPN) – Dato' Seri (2021)
 Oficial de l'Orde del Defensor de l'Estat (DSPN) – Dato' (2016)